# Chlorion funereum
Chlorion funereum är en biart som beskrevs av Giovanni Gribodo 1879.
Chlorion funereum ingår i släktet Chlorion och familjen grävsteklar. Inga underarter finns listade i Catalogue of Life.